# Pierre-Antoine Poiteau

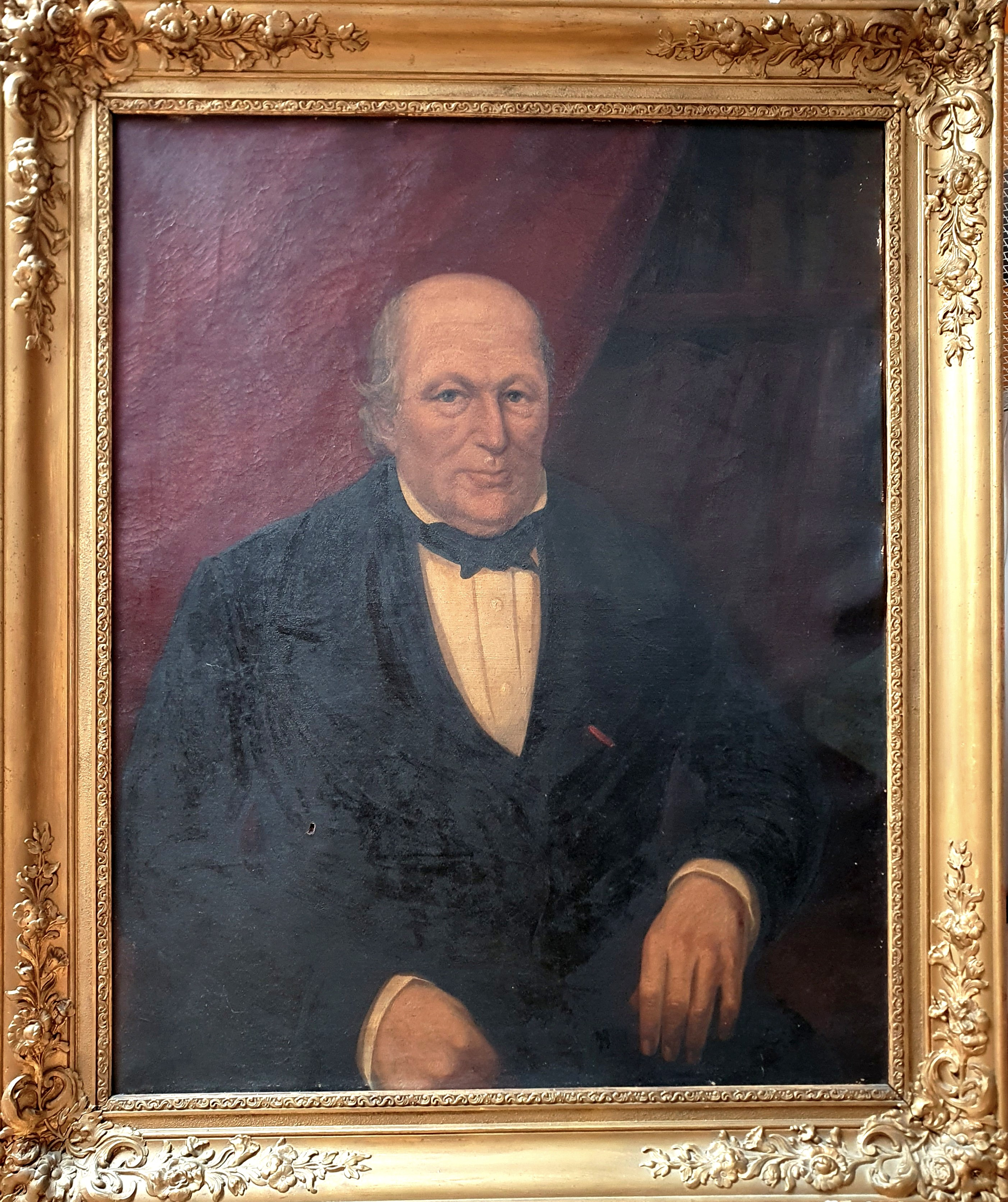
Pierre-Antoine Poiteau circa 1850

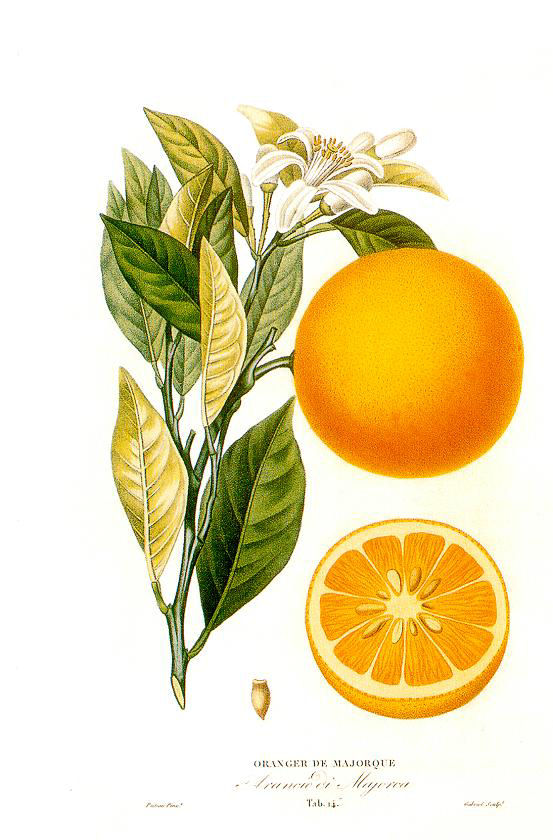
Citrus sinensis: A. Risso e A. Poiteau

Pierre-Antoine Poiteau, a volte impropriamente chiamato Antoine Poiteau o Alexandre Poiteau (Ambleny, 1766 – Parigi, 1854), è stato un botanico, agronomo e pittore francese.

## Vita
Dopo avere lavorato presso alcuni agronomi nei dintorni di Parigi, presentò una domanda di assunzione come giardiniere presso il Muséum national d'histoire naturelle dove fu ammesso da André Thouin (1746-1824). 
Studiando il Systema vegetabilium di Linneo decise completare la sua formazione apprendendo la pittura da Gérard van Spaendonck (1746- 1822), pittore del museo, ma fu influenzato nella sua arte da Pierre-Joseph Redouté (1759-1840). Thouin lo nominò, due anni più tardi, capo della scuola di botanica.
Nel 1793, fu scelto da Daubenton per impiantare una scuola di botanica ed un giardino botanico a Bergerac ma questo progetto fallì. Nel 1796, Thouin lo ingaggiò per un viaggio a Saint-Domingue. Al suo arrivo fu incarcerato perché non in possesso dei documenti necessari che ne giustificavano la sua presenza sull'isola. 
Poco dopo, si trasferì a Haiti, come capo del nuovo giardino di botanica a Cap. Non ricevendo compensi, fu costretto di entrare nell'amministrazione come commesso di Hédouville e Roume, governatori dell'isola. Ne riportò, nel 1802, seicento pacchi di semi e dodici centinaia di specie, tutto da lui denominato e preparato. Tra le quali si trovavano novantasette specie di funghi e trenta specie di muschi. 
Nel 1808 fa pubblicare a Parigi, con Pierre-Jean-François Turpin (1775-1840) conosciuto ad Haiti: Flora Parisiensis secundum systema sexuale deposita et plantarum circa Lutetiam sponte nascentium descriptiones, icones...
Dopo alcuni anni di libera attività letteraria, nel 1815 fu nominato capo dei vivai reali del castello di Versailles. Redisse nel 1816 la descrizione abbreviata delle piante coltivate nel giardino botanico della scuola di medicina di Parigi. Due anni più tardi, con Antoine Risso (1777-1845), pubblicò la sua: Histoire naturelle des orangers. Poiteau viaggiò nel 1818, in Guyana dove controllò il collocamento in cultura delle abitazioni reali. Fu nominato, al suo ritorno nel 1822, giardiniere in capo del castello di Fontainebleau.
Dal 1829 al 1851, diresse la Revue horticole. Nel 1835, con Pierre-Jean-François Turpin, ripubblicò il: Traité des arbres fruitiers...di Henri Louis Duhamel du Monceau (1700-1782). Nel 1846: Pomologie française. Recueil des plus beaux fruits cultivés en France... (Parigi). In 1848 e 1853 sembrano i due volumi del suo: Cours d'horticulture. 
Membro di molte accademie, Poiteau fu prima capo del giardino botanico della scuola di medicina, poi di quello del Muséum national d'histoire naturelle al quale fece dono di tutti gli animali e piante riportate della Guyana. Scoprì molte specie e generi di vegetali, egli creò anche parecchie famiglie quali le Cyclanthus. 
Come agronomo e pomologo contribuì molto al miglioramento dei frutti di tavolo. Come artista, fu stimato e le sue litografie acquarellate sono ricercati dai collezionisti. La sua pittura è paragonata a quella di Pierre-Joseph Redouté.

## Pubblicazioni
- Traité des arbres fruitiers, di Duhamel du Monceau, nuova edizione ampliata, pubblicata con Turpin, Parigi, 1818-1828, poi nel 1844
- Flore parisienne, con Turpin, 1813
- Le Jardin botanique de l'école de médecine de Paris, et description des plantes qui y sont cultivées, Parigi, 1816
- Histoire naturelle des orangers, con 109 tavole, insieme a Risso. Parigi, 1818-1820
- Histoire des palmiers de la Guyane française, Parigi, 1822
- Notice sur M. Bosc, Parigi, 1828
- Le Voyageur botaniste, Parigi, 1829
- Sur l'origine, la direction des fibres ligneuses dans les végétaux, Parigi, 1834
- Sur la culture de la patate, rapport d'une commission, Parigi, 1835
- Sur la théorie Van Mons, ou notice historique sur les moyens qu'emploie M. Van Mons pour obtenir d'excellents fruits de semis, Parigi, 1835
- Pomologie française, ou recueil des plus beaux fruits cultivés en France, Parigi, 1838 e successivi
- Cours d'horticulture, Parigi, 1847 & 1848
- Notice nécrologique sur M. Jamin, 1848

Poiteau collaborò a un gran numero di riviste, fu redattore capo dell'Almanach du bon jardinier dal 1825 al 1844.